# Jannu
Jannu ou Kumbhakarna (Limbu: Phoktanglungma) é a 32.ª mais alta montanha do mundo. Fica a oeste do Kangchenjunga. O Jannu apresenta muitas rotas de escalada desafiantes.
O seu nome oficial é Kumbhakarna, mas é mais conhecido como Jannu e é chamado Phoktanglungma na língua nativa, o limbu (Phoktang significa "ombro" e Lungma traduz-se por "montanha"), literalmente "montanha com ombros". É um local sagrado para a religião do povo Kirati.
Jannu é o pico mais alto da secção Kumbhakarna do Kangchenjunga Himal (usando a classificação de H. Adams Carter), e fica totalmente no Nepal. Um longo tergo liga-o ao Kangchenjunga, a leste.

## Galeria

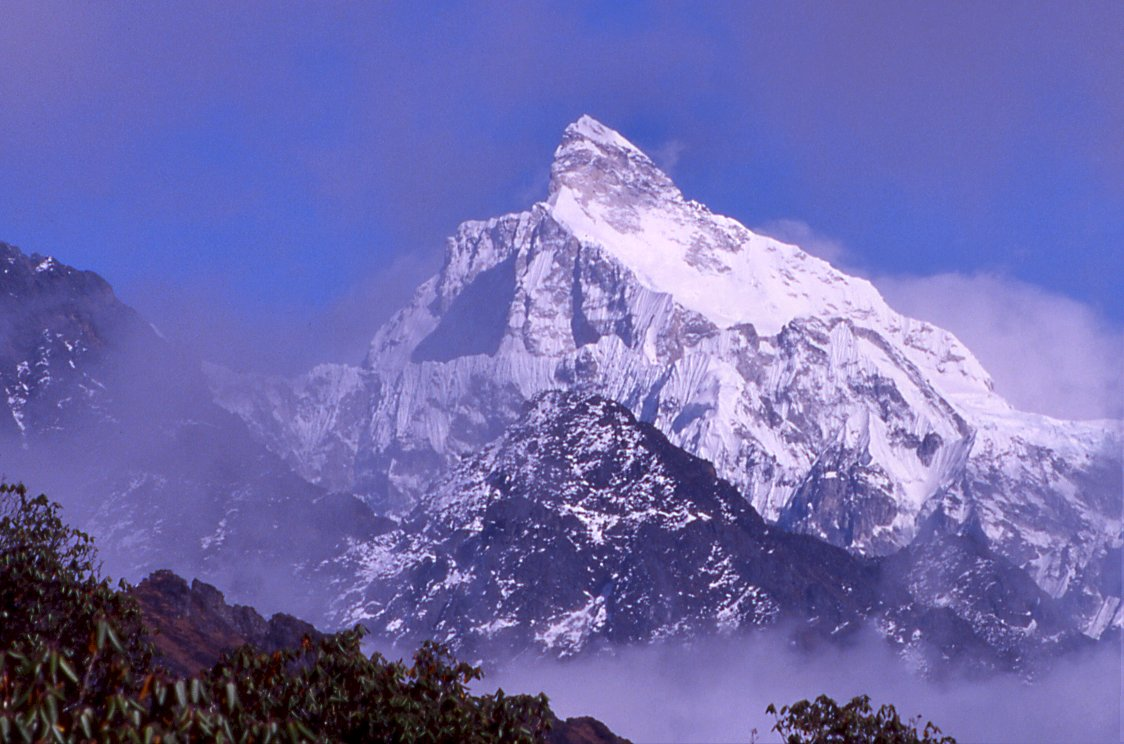
Jannu visto de oeste, um passo entre o Olung e o Gyabla
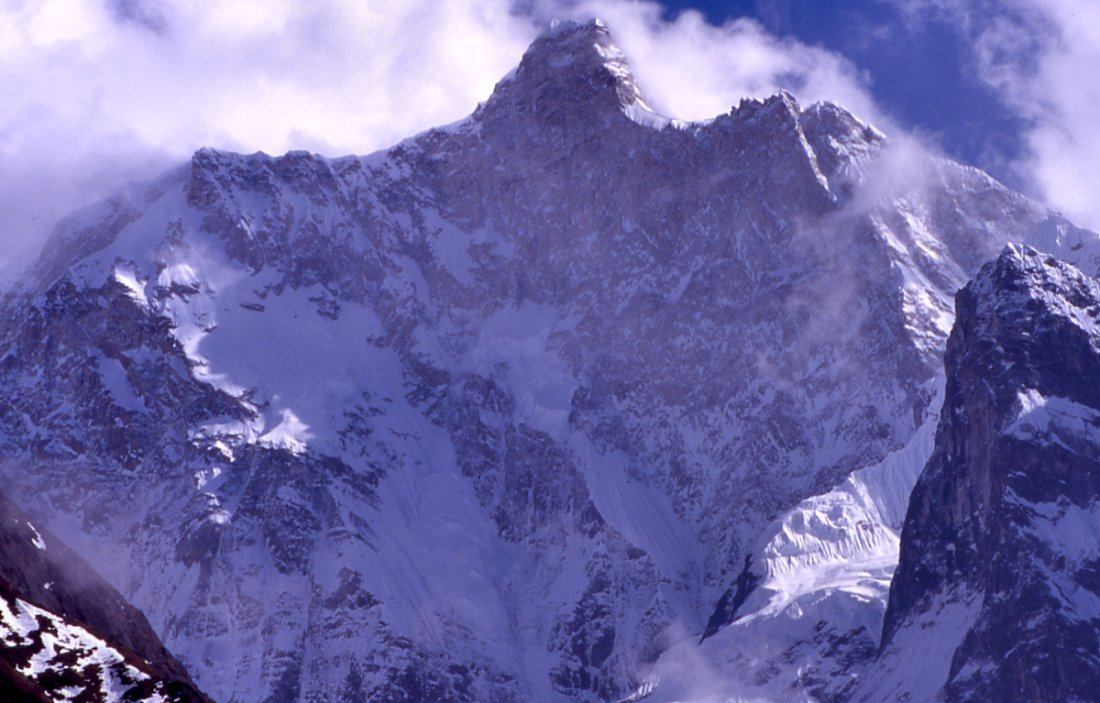
A impressionante vertente norte do Jannu